# Andreas Folkstrand
Jacob Andreas Folkstrand, född 24 januari 1989 i Svedala, är en svensk före detta handbollsspelare. Han är högerhänt och spelade i anfall som mittsexa.

## Klubbhistorik
Folkstrand startade sin ungdomskarriär i Ystads IF och avancerade till Elitlaget vid 17 års ålder. Han spelade bara några få matcher för YIF innan han flyttade till Skurup. I Skurups HB spelade Folkstrand 1,5 säsong. Under ledning av Ion Vargalui utvecklades Folkstrand och blev 4:a i Div 1 skytteliga och gick efter säsongen till Stavstens IF. I Stavsten spelade Folkstrand 2  säsonger. I sin sista säsongen gjorde Folkstrand 135 mål och nådde en 9:e plats i herrallsvenskans skytteligan.

## Utlandsproffs
Folkstrand blev efter säsongens slut 2011 utlandsproffs i danska Fredericia HK där han  gjorde 63 mål på 20 spelade matcher under sin enda säsong. Han flyttade sedan till det norska laget Halden Topphåndball. Han bidrog till laget med 83 gjorda mål och laget slutade på kvalplats till Elitserien. Andra säsongen i Halden Topphåndball slutade med avancemang till högsta ligan i Norge. Folkstrand svarade för 113 mål.
Året 2014-2015 spelade Folkstrand elva matcher för Halden Topphåndball i Postenligaen och stod för 39 mål innan hans karriär tog slut på grund av huvudskada.